# 草场地
草场地位于中華人民共和國北京市朝阳区崔各庄地区五环路东北角的五元桥东侧，紧邻机场高速公路，是一座城中村以及艺术社区，為外来打工者、村民及学生之家，同时汇集着国际知名画廊与艺术家的新兴艺术现场。2000年，艾未未搬至草场地，被认为是使到草场地发展成為一个如同798艺术区的艺术文化中心的主要原因。

## 历史
多年来草场地一直受到被拆除的威胁。但是在当地居民和商户上交请愿书后，当地政府于2011年5月正式宣布该村庄将免于被拆。
《草场地：北京内外》是一本由当地建筑师所著，关于草场地的历史和建筑的研究性书籍。

## 大事
2012年9月28日“草场地（CCD）社区”项目启动,它的主要目的是要培养和展示在艺术，设计以及技术领域的研究和创新成果。包括展览，公共艺术装置，现场表演活动，公共教育项目，工作坊和研讨会。草场地社区旨在通过长期的策展项目，培养草场地的生态多样性。

## 资料
1. ↑  .   [2013-01-28]. （原始内容存档于2013-07-05）.
2. ↑  .   [2013-01-28]. （原始内容存档于2013-02-11）.
3. ↑  . Design China.   [11 September 2012]. （原始内容存档于2012-09-23）.